# Ophrynia rostrata
Ophrynia rostrata är en spindelart som beskrevs av Rudy Jocqué och Nikolaj Scharff 1986. Ophrynia rostrata ingår i släktet Ophrynia och familjen täckvävarspindlar.
Artens utbredningsområde är Tanzania. Inga underarter finns listade i Catalogue of Life.